# Lee Demarbre
Lee Gordon Demarbre dit Lee Demarbre est un réalisateur canadien né le 8 mars 1972 à Chicoutimi au Quebec 
Après avoir fait des études de cinéma, il travaille depuis 1998 exclusivement pour l'Odessa Filmworks situé à Ottawa

## Filmographie
- 1998 Harry Knuckles (court métrage)
- 1999 Harry Knuckles and the Treasure of the Aztec Mummy (court met rage vidéo)
- 2001 Jesus Christ Vampire Hunter (comme Lee Gordon Demarbre)
- 2004 Harry Knuckles and the Pearl Necklace (Video)
- 2005 Bzzzzzzz (court métrage)
- 2007 The Dead Sleep Easy
- 2008 Vampiro: Angel, Devil, Hero (Documentaire)
- 2009 Smash Cut
- 2009 Stripped Naked (Video)
- 2009 Summer's Blood